# Robot Unicorn Attack
Robot Unicorn Attack est un jeu vidéo de plates-formes développé en Flash par Scott Stoddard, publié sur Internet le 11 février 2010. Le jeu a été adapté sur iOS, Android et Facebook.

## Version originale du jeu

### Système de jeu
Robot Unicorn Attack est un jeu de plates-formes simpliste, dit "runner", où le joueur dirige une licorne robot en vue de côté. Le jeu force le défilement parallaxe horizontal, faisant avancer continuellement la licorne vers la droite de l'écran. Seules deux touches du clavier sont utilisées. Le Z sert à sauter ; le X permet de lancer le rainbow dash, l'unique attaque dont dispose la licorne. L'unique niveau, infini, est composé de multiples plates-formes, séparées par des trous que le joueur doit éviter en usant d'un saut ou d'un double-saut (qui s'effectue en sautant de nouveau après un premier saut, lorsque la licorne est en l'air). Maintenir la touche Z appuyée lors d'un saut permet de ralentir la chute de la licorne. Pour prolonger le saut, le joueur peut aussi utiliser le rainbow dash, qui lui confère une accélération supplémentaire. Les plates-formes peuvent prendre différents aspects, tailles et hauteurs. Sur le parcours, la licorne est confrontée à de grosses étoiles lui bloquant le chemin que le joueur doit briser grâce au rainbow dash. En percutant une étoile, un mur ou tombant dans un trou, la licorne explose et fait perdre une vie au joueur. Lorsque le joueur a perdu son total de trois vies, la partie est finie.
Dans Robot Unicorn Attack, le but du jeu est le scoring. À l'instar de Canabalt, le joueur augmente son score en allant le plus loin possible dans le niveau, sachant que le défilement parallaxe accélère au cours du jeu, que la disposition des plates-formes se corse et que les étoiles sont de plus en plus nombreuses. Il est possible d'augmenter son score en brisant des étoiles ou en récupérant des fées situées dans le niveau. Le nombre de points rapportés par une étoile augmente, par palier de cent points, lorsque le joueur en brise plusieurs à la suite. Au contraire, lorsque le joueur évite une étoile en sautant par-dessus par exemple, ce nombre est réinitialisé et l'étoile suivante ne lui rapportera que cent points. Les fées suivent un système similaire, les paliers étant alors de dix points.

### Originalité du jeu

#### Aspect graphique
Robot Unicorn Attack présente un univers girly, volontairement kitsch et amusant, au premier degré comme au second. Le jeu prend place dans un monde merveilleux imaginé lors d'un rêve de fillette. Le personnage principal est une licorne blanche à la crinière et à la queue des couleurs de l'arc-en-ciel. Les trois vies du joueur sont appelées des vœux. Le décor se compose en premier plan de plates-formes rose et violettes, et en arrière-plan d'un ciel bleu clair et d'arc-en-ciels. Sur le parcours se trouvent de grosses étoiles roses et blanches scintillantes, et de petites fées blanches à la chevelure arc-en-ciel. En faisant son attaque pour briser les étoiles, la licorne accélère et laisse une longue et épaisse traînée arc-en-ciel. Un dauphin argenté apparaît, bondissant au bas de l'écran, lorsque le joueur franchit un palier de cinq mille points. Plusieurs dauphins peuvent être présent à l'écran simultanément. Ils contribuent seulement à l'univers de Robot Unicorn Attack, et n'ont aucune influence sur le jeu.
Le jeu contraste ces éléments à connotation féminine avec des détails tels que des explosions lors de la destruction des étoiles ou de la licorne, ou encore la tête de la licorne décapitée et en larme qui prend une large part de l'écran à la fin de chaque vœu.

#### Musique
La musique, choisie par Ethan Halvorsen et Tiffany Stoddard, est en adéquation avec le thème du jeu et participe à son caractère addictif : il s'agit de la chanson Always, un tube du duo britannique Erasure initialement sorti en 1994, dont les paroles évoquent l'amour éternel sur fond d'arrangements électroniques féériques à connotation asiatique.
La version d'Always utilisée dans le jeu est le "2009 Mix" que l'on trouve sur la  compilation du groupe Erasure, intitulée Total Pop! The First 40 Hits (2009), et sur un album de remixes intitulé Pop! Remixed (2009). Cependant, la version originale de la chanson figure seulement sur le sixième album d'Erasure, I Say I Say I Say (1994), ainsi que sur le DVD compilant les vidéo-clips du groupe, Hits! The Videos (2003).
Deux versions live de la chanson existent également : l'une dans le DVD The Erasure Show - Live in Cologne, un concert du groupe filmé en 2005 à Cologne, et l'autre dans un plus récent double-CD live Tomorrow's World Tour (Live at the Roundhouse) (2011).

### Accueil
Le jeu connut un grand succès durant les trois mois suivant sa sortie, c'est-à-dire de février à avril 2010, essentiellement dans les pays anglo-saxons où il est devenu un mème culturel chez la communauté geek.[réf. nécessaire]
Le record mondial est revendiqué par un certain "ChocolateAndJames" avec un score de 2 147 483 647.
Précisons qu'un tel score est peu probable d'être obtenu sans bug ou triche, il est donc possible de remettre en cause ce dernier.

## Autres versions du jeu

### Robot Unicorn Attack Heavy Metal
Le 13 octobre 2010, Adult Swim Games distribue une nouvelle version de "Robot Unicorn Attack" intitulée "Robot Unicorn Attack Heavy Metal". Exclusivement pour iPhone à l'origine, le jeu est depuis aussi sur PC. À la différence de la version originale du jeu, l'habillage graphique "rose bonbon" y est remplacé par une esthétique gothique sombre et guerrière, dominée par les couleurs rouge et noir, suggérant une vision de l'enfer. Quant à la musique, la chanson Always d'Erasure y est remplacée par une chanson du groupe allemand de Power Metal Blind Guardian, Battlefield, extraite de l'album A Night at the Opera paru en 2002. Cependant, le fonctionnement de cette nouvelle version du jeu reste strictement identique à celui de la version initiale.

### Robot Unicorn Attack Christmas Edition
Le 23 novembre 2010, Adult Swim Games sort une "Christmas edition" ("édition de Noël") de Robot Unicorn Attack exclusivement pour iTunes. Cette version offre un nouvel habillage visuel sur le thème de Noël et la bande-son est la chanson Christmas Time (Don't Let the Bells End) du groupe britannique The Darkness. À l'instar de la version Metal, le principe du jeu lui-même reste identique à celui de la version originale.

### Nyanicorn(parodie du jeu)
Une variante non officielle est apparue en mai 2011, mélangeant le principe de Robot Unicorn Attack et l'univers du Nyan Cat un autre mème où un chat en 8-bits traverse l'univers.
Cette version utilise la même musique sur la page d'accueil que Robot Unicorn Attack, et le principe reste le même, les fées étant juste remplacées par des sucreries, et les étoiles par des poireaux géants. Les dauphins correspondant aux dauphins de Robot Unicorn Attack ont une tête de chat, et la musique du jeu est la musique répétitive jouée dans les vidéos du Nyan Cat.

### Robot Unicorn Attack Evolution
Début février 2012, une nouvelle version du jeu paraît uniquement en application pour Facebook. Intégrant des graphismes plus variés que ceux de la version initiale, la licorne d'origine se métamorphose au fil de la partie, selon les performances du joueur, en plusieurs autres animaux successifs (panda, loup, gorille, rhinocéros puis dragon), eux-mêmes assortis à de nouveaux arrière-plans (forêt de bambou, jungle, montagne enneigée...). Graphiquement, cette version s'éloigne donc de l'aspect « girly » initial pour adopter des caractéristiques plus conventionnelles à ce type de jeu, devenant également plus complexe. Des options payantes permettent également de modifier le style du jeu.
Les bruitages ont également été sensiblement remaniés. Par contre, la musique par défaut reprend celle de la première version du jeu : Always (2009 mix) du groupe Erasure.

### Robot Unicorn Attack 2
On peut y jouer sans ordinateur car cette nouvelle version du jeu est compatible avec les tablettes. 
Cette nouvelle version du jeu comporte des batailles en lignes, les enfers contre les arcs-en-ciel. Certaines missions font passer les niveaux. Le joueur peut personnaliser sa licorne. Deux mondes sont accessibles : le monde d'azur et le monde de glace.

### Robot Unicorn Attack 3 Forever
Ajout d'une dimension pseudo-RPG. Le joueur doit gérer une écurie de robot licornes qu'il fait progresser, il a egalement une équipe de 3 licornes (1 par voeux) et peut envoyer en raid les licornes restantes dans son écurie pour gagner des pièces.